# Cartouche d'encre
Pour les articles homonymes, voir Cartouche.
Une cartouche d'encre est un petit réservoir contenant une encre destinée aux stylos-plume ou à du matériel d'impression (imprimante, fax, photocopieuse, etc.). Dans un nombre croissant de pays, les cartouches d'encres pour impression doivent être recyclées ou valorisées, parfois comme DEEE, en raison de la présence de connecteurs et/ou de puce électronique intégrée.

## Cartouche d'encre pour imprimante

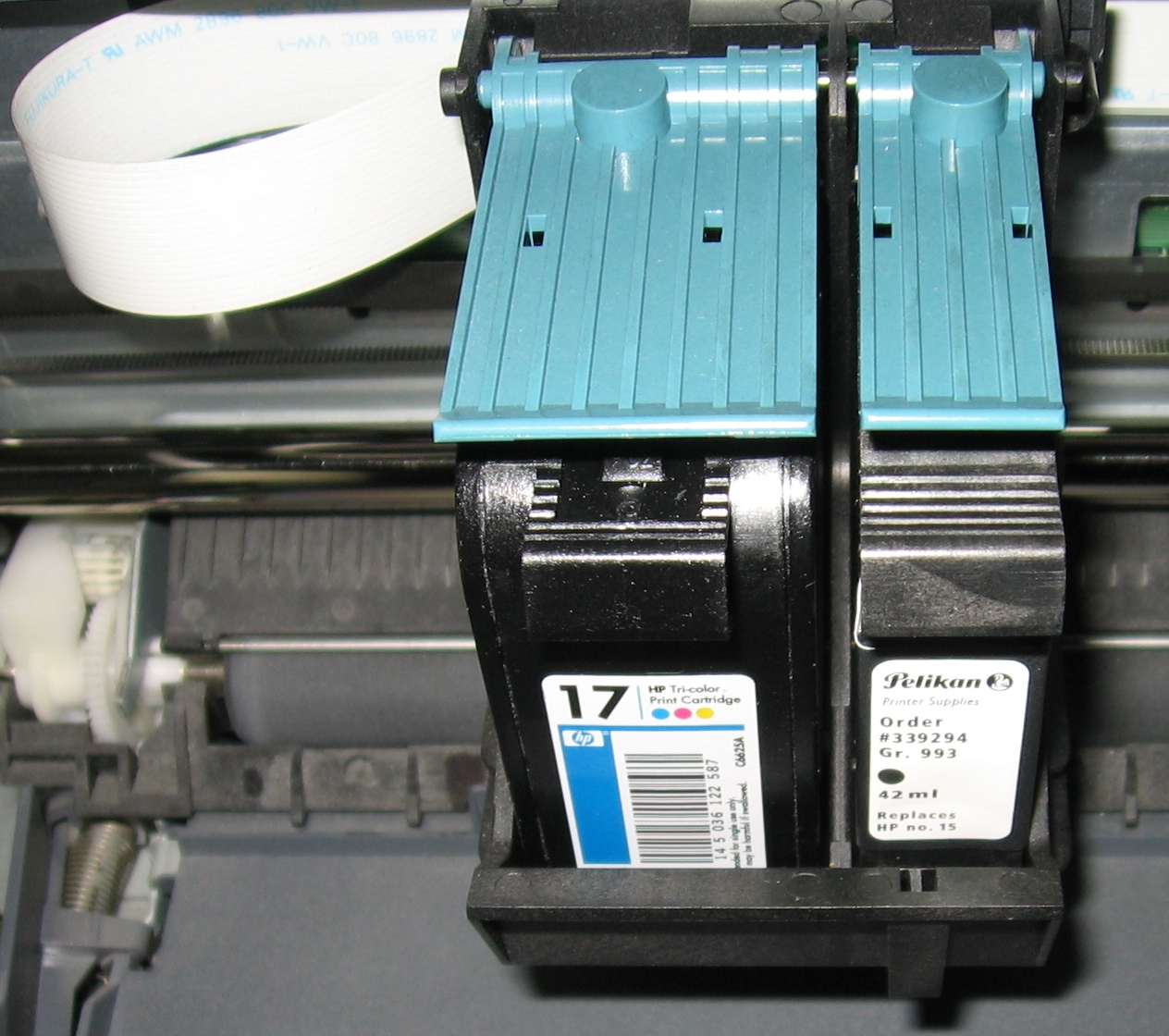
Deux cartouches (une pour l'encre noire, l'autre pour la couleur)

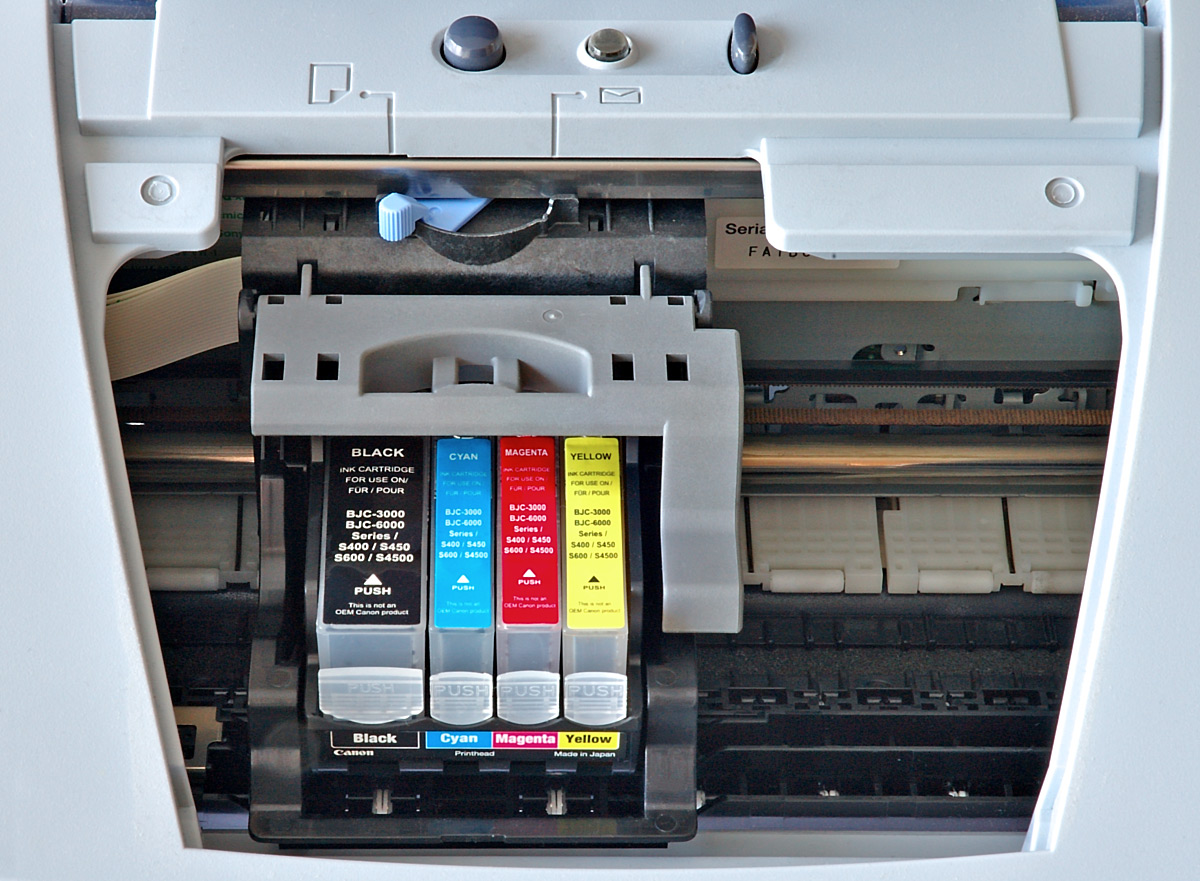
Quatre cartouches (une pour l'encre noire, les autres pour les couleurs primaires) installées dans une imprimante à jet d'encre

### Différents types de cartouches

#### Cartouches d'origine
Les cartouches d'origine sont produites par les fabricants d'imprimantes, fax et photocopieuses (ex : Epson, Canon, Hewlett-Packard, etc.). Ces cartouches sont le plus souvent spécifiques à la série d'imprimantes et non compatibles avec plusieurs marques. Les cartouches d'encre d'origine restent les plus vendues en France mais le chiffre d'affaires subit néanmoins une baisse, -3 % en moyenne sur 2013 et -2 % en 2014 pour une baisse de ventes d'équipements de bureau et de consommables de -1 %.

#### Cartouches compatibles neuves
Ce sont des cartouches produites par des fabricants qui ne commercialisent pas d'imprimantes. Elles sont adaptées aux imprimantes avec lesquelles elles sont supposées être pleinement compatibles, mais ne portent pas la marque du fabricant de l'imprimante. Leur prix est plus faible que celui des cartouches d'origine. Les produits compatibles sont construits par rapport aux produits déjà présents sur le marché de l'impression et peuvent parfois s'adapter à plusieurs types de séries ou de marques en fonction de leurs propriétés. Ces produits font néanmoins polémique sur le marché de l'impression car ce sont des répliques des cartouches d'origine, qui ne garantissent pas toujours une qualité d'utilisation similaire. Certains tests mettent en avant l'instabilité des produits compatibles et de leurs puces d'identification, la possibilité de détériorer ses buses sans lavage régulier ou encore la possibilité de perdre la garantie de l'imprimante en cas d'utilisation de compatible

#### Cartouches rechargées
Les cartouches rechargées sont un réemploi de cartouches usagées qui sont rechargées en encre après avoir été collectées vides. Les cartouches collectées peuvent être des cartouches d'origine ou compatibles.

#### Cartouches remanufacturées
Les cartouches remanufacturées sont également rechargées en encre, mais après avoir subi un nettoyage complet supplémentaire et un remplacement d'éventuelles pièces défectueuses. Les cartouches à tête d'impression intégrée peuvent être recyclées plusieurs fois sous certaines conditions, notamment que les buses restent intactes.

### Moyens de remplissage
Il existe différents moyens de remplissage des cartouches, mais tous ne sont pas adaptés à tous les types d'imprimante :

#### Kits de recharge
Permettent de recharger soi-même ses cartouches. Composés de bouteilles d'encre, injecteur, et mode d'emploi, permettent de faire des économies et de moins polluer l’environnement mais avec le risque que tout problème rende l'imprimante irréparable et que sa remise en état soit facturée par le constructeur.

#### Systèmes d'alimentation permanents
Composés de réservoirs extérieurs reliés à chaque cartouche avec de petits tuyaux. Avantage: plus de changement de cartouches, de grosses économies.
Inconvénient: installation délicate, voire modifications à faire sur l'imprimante.

#### Réservoirs intégrés
Epson et Canon ont développé des modèles avec des réservoirs directement intégrés à l'imprimante (externes pour Epson et ses imprimants EcoTank série ET, internes pour Canon avec ses imprimantes MegaTank série Pixma G). Le remplissage est simple, et le coût à la page moindre (une bonbonne d'encre officielle coûte moins de 10 € pour 4 000 pages). Les imprimantes sont commercialisées à un prix élevé (plus de 200 € pour le modèle d'entrée de gamme), les fabricants margeant non plus sur le consommable mais sur la machine. Epson a annoncé en 2017 avoir vendu plus de 20 millions d'imprimantes de ce type.

#### Cartouches rechargeables
Avec une puce auto-reset, un petit bouchon qui s'ouvre facilement, et avec un socle qui permet de recharger l'encre sans qu'elle ne coule.

### Résidus
Les cartouches usagées peuvent contenir des substances hautement toxiques, cancérigènes et/ou mutagènes (chrome, mercure, cadmium et diverses nanoparticules…).

## Chiffres
En 2009 45 % des cartouches d'encre sont vendues en grande distribution dont 14 % sont des cartouches dites « compatibles » ou « génériques ». 36 % des cartouches compatibles sont achetées sur internet.[source insuffisante]
En France, environ 59,8 millions de cartouches ont été mises sur le marché en 2016. Chaque année, plus de 45 millions de cartouches étaient jetées à la poubelle et aujourd'hui, seulement 10 à 15 % sont recyclées ou ré-employées[réf. nécessaire].
En 2016 selon l'initiative Cart’Touch[Qui ?] l'équivalent de 30 % (en tonnage) des cartouches mis sur le marché dans l'année par 13 fabricants d’imprimantes, de copieurs et de matériels multifonctions (soit environ cinq millions de cartouches) ont été collectés (principalement en entreprise avec 64 % du tonnage collecté), et 87 % de ces dernières ont été recyclés ou réutilisés. Une collecte multimarques et mutualisé existe depuis 2015 sur 5 300 points du réseau français de Mondial Relay (particuliers et TPE impriment sur le site internet de Cart’Touch, une étiquette à apposer sur le colis contenant des cartouches, permettant l'envoi gratuit du colis vers l’un des points relais partenaires. Le taux de collecte était en 2015 de 24 % du total mis sur le marché, et de 30 % en 2016, sachant que les ventes ont légèrement baissé selon les fabricants. La voie postale est par les particuliers et petites entreprises (32 % du poids total) bien plus utilisée que le dépôt dans les points d’apport volontaire (4 %). Les cartouches laser sont les plus faciles à valoriser (elles l'étaient à 88,5 % en 2016 contre 83,7 % pour les bidons et 65,5 % pour les jets d’encre constitués à 99 % de plastique).

## Statut de déchet de la cartouche usagée
En France les cartouches usagées sont classées DEEE si elles font partie intégrante du produit lors de sa mise au rebut, et dans les autres cas les cartouches contenant des dispositifs électriques ou électroniques elles ne seront intégrées dans la filière DEEE qu'à partir de 15 août 2018.
Le recyclage des cartouches est aujourd'hui très présent dans l'économie circulaire et dans la démarche RSE des sociétés. Des entreprises solidaires permettent une récupération simple en aidant des associations.